# Biologischer Arbeitsstoff-Toleranzwert
Der Biologische Arbeitsstoff-Toleranzwert (BAT-Wert) ist ein Grenzwert für die Konzentration eines Arbeitsstoffes, seiner Metaboliten oder eines Beanspruchungsindikators im biologischen Material (z. B. Blut oder Urin) eines Beschäftigten. Es wird angenommen, dass bei Einhaltung des Grenzwertes die Gesundheit eines Beschäftigten im Allgemeinen auch bei wiederholter oder langfristiger Exposition nicht beeinträchtigt wird.
BAT-Werte gelten für Einzelstoffe und nur für Personen, die gesund und im erwerbsfähigen Alter sind.
In Deutschland werden BAT-Werte von der ständigen Senatskommission zur Prüfung gesundheitsschädlicher Arbeitsstoffe der Deutschen Forschungsgemeinschaft festgelegt und in der Schweiz von der Schweizerischen Unfallversicherungsanstalt (Suva).
Der biologische Arbeitsstoff-Toleranzwert sollte nicht mit dem biologischen Arbeitsplatztoleranzwert verwechselt werden, für den auch die Abkürzung "BAT-Wert" verwendet wird. Der biologische Arbeitsplatztoleranzwert war bis zum 1. Januar 2005 ein rechtsrelevanter Grenzwert der Gefahrstoffverordnung in Deutschland.

## Deutschland
Eine Liste mit maximalen Arbeitsplatz-Konzentrationen und biologischen Arbeitsstoff-Toleranzwerten wird jährlich von der ständigen Senatskommission zur Prüfung gesundheitsschädlicher Arbeitsstoffe der Deutschen Forschungsgemeinschaft (DFG) veröffentlicht. Nach TRGS 903 werden die Empfehlungen der Senatskommission für biologische Arbeitsstoff-Toleranzwerte vom Ausschuss für Gefahrstoffe (AGS) überprüft und gegebenenfalls als biologische Grenzwerte (BGW) übernommen.
Nach der arbeitsmedizinischen Regel (AMR) 6.2 „Biomonitoring“ dürfen die biologischen Arbeitsstoff-Toleranzwerte der DFG herangezogen werden, um Biomonitoring-Befunde zu beurteilen, die innerhalb der arbeitsmedizinischen Vorsorge bei einem Beschäftigten erhoben wurden.

## Schweiz
Seit 1994 stellt die Suva in der Schweiz biologische Arbeitsstoff-Toleranzwerte auf und publiziert diese jährlich in der Veröffentlichung "Grenzwerte am Arbeitsplatz".
Gemäß der Verordnung des Bundesrates über die Verhütung von Unfällen und Berufskrankheiten (VUV) wird die arbeitsmedizinische Vorsorge von Beschäftigten in der Schweiz von der Abteilung Arbeitsmedizin der Suva in Zusammenarbeit mit praktizierenden Ärzten und Betriebsärzten durchgeführt.
Die berufliche Exposition gegenüber einem chemischen Arbeitsstoff kann beurteilt werden mit Hilfe von Raumluftmessungen im Atembereich oder mittels biologischer Überwachung (Biomonitoring): Bei der biologischen Überwachung wird der Wert, der in dem biologischen Material eines Beschäftigten gemessen wurde, mit dem BAT-Wert für den Arbeitsstoff verglichen.
In der Schweiz werden BAT-Werte für krebserzeugende Arbeitsstoffe vergeben (Zusatzeinstufung C1 und C2).